# Norair Nurikyan
Norair Nurikyan (en búlgaro: Норайр Нурикян, en armenio: Նորայր Նուրիկյան) (Sliven, Bulgaria, 26 de julio de 1948-11 de marzo de 2025) fue un levantador de pesas búlgaro.

## Carrera
A nivel nacional fue campeón en tres ocasiones en la categoría de -60kg en 1971, 1972 y 1975, fue tres veces subcampeón nacional en la categoría de -56kg en 1967, 1968 y 1970, y en la categoría de -60kg en 1974; y también fue medalla de bronce en 1956 en la categoría de -56kg.
A nivel olímpico fue campeón en Múnich 1972 en la categoría de -60kg, y en Montreal 1976 en la categoría de -56kg.
A nivel de Copa Mundial fue campeón en dos ocasiones en 1972, subcampeón en 1973 y medalla de bronce en 1971 y 1974 en la categoría de -60kg, y campeón mundial en 1976 en la categoría de -56kg.
A nivel continental fue campeón europeo en 1976 en la categoría de -56kg, medalla de plata en 1972 y 1973 en la categoría de -60kg, y medalla de bronce en 1969 en la categoría en -56kg y en 1974 en la categoría de -60kg.
Fue tres veces campeón de la región de los Balcanes en 1973, 1974 y 1975 en la categoría de -60kg.

### Tras el retiro
Al terminar su carrera deportiva fue entrenador asistente de la selección nacional (1976) y entrenador en jefe de la selección nacional de Bulgaria (1989-1993). También fue secretario general de la Federación Búlgara de Levantamiento de Pesas (1995-2004) y vicepresidente de la Federación Internacional de Levantamiento de Pesas (2001-2005).

## Distinciones
Fue galardonado en numerosas ocasiones con altos premios estatales. Entre ellos está el título de "Héroe del Trabajo Socialista" y la Orden " Georgi Dimitrov". En 2008 fue galardonado con la Orden de Stara Planina I por su destacada contribución al desarrollo de la educación física y el deporte.
En 1994 Nurikyan fue inducido al Salón de la Fama de la International Weightlifting Federation.